# Danske købstæder
Liste over danske købstæder (se også købstæder i Danmark) inddelt efter amter før 1970:

## Tidligere købstæder
En række byer, som i middelalderen – nogle lidt senere – fik tildelt købstadsstatus, mistede senere denne status og blev atter til flækker eller landsbyer, fordi de havde for ringe et befolkningstal eller lå i skyggen af andre købstæder.
- Borre (Møn)
- Herrested (Østfyn)
- Hovsør (Østerild Sogn nær Thisted)
- Hørsholm
- Ry
- Skibby (Nordsjælland)
- Slangerup
- Stigs Bjergby (Vestsjælland)
- Søborg (i Holbo Herred, Nordsjælland)
- Taarnborg (nær Korsør)
- Varnæs (Sønderjylland)

## Købstæder i tidligere danske landsdele
Købstadsbegrebet var også i brug i Skåne, Halland, Blekinge og Sydslesvig. Byer, som her fortsat har købstadsstatus, er nedenfor gengivet i de danske staveformer og de nuværende svenske og tyske stavemåder:
- Christianopel (Kristianopel)
- Christianstad (Kristianstad)
- Engelholm (Ängelholm)
- Falckenbierg (Falkenberg)
- Falsterboe (Falsterbo)
- Flensborg (Flensburg)
- Garding
- Halmsted (Halmstad)
- Helsingborg
- Husum
- Kappel (Kappeln)
- Kongsback (Kungsbacka)
- Lands Crone (Landskrona)
- Lauholm (Laholm)
- Lund
- Lyksborg (Glücksburg)
- Malmøe (Malmö)
- Rønneby (Ronneby)
- Simmershaffn (Simrishamn)
- Skaanøer (Skanör)
- Slesvig by (Schleswig)
- Tønning (Tönning)
- Ny-Warberg (Varberg)
- Ysted (Ystad)

Følgende byer mistede med tiden deres status som købstæder:
- Ausker (Avaskär)
- Elleholm
- Lumme (Lomma)
- Lyckå
- Sølvitzborg (Sölvesborg)
- Tommerup (Tommarp)

I Slesvig fandtes yderligere bybegrebet flække. Flækker var mindre byer med visse rettigheder, der dog ikke var omfattende nok til at give dem status som købstæder. Listen over flækker kan findes her.

## Købstæder i matriklen
I matriklen af 1844, som er den, der i vore dage fortsat vedligeholdes som edb-matriklen, er der registreret over 9000 ejerlav; heraf nogle beliggende i de 87 købstæder. De 87 købstæder har i de protokoller, der blev anvendt indtil 1986, hvor edb-matriklen blev sat i drift, et købstadsnummer i intervallet K1-K87. Ved konverteringen til edb blev K til 200 på herredsnummerets plads; derefter købstadsnummeret efterfulgt af enten et kortbladsnummer i intervallet 01-49 eller et ejerlavsløbenummer i intervallet 51-99.